# クロンブック県
クロンブック県（クロンブックけん、ベトナム語：Huyện Krông Búk?）は、ベトナム社会主義共和国ダクラク省の県。面積は358.7 km²、人口は63,850 人（2018年）である。

## 行政区画
7社から構成される。